# Petit dodecàedre estelat
En geometria, el petit dodecàedre estelat (o petit dodecaedre estelat) és un dels quatre políedres de Kepler-Poinsot (políedres regulars no convexos), amb un símbol de Schläfli {5/2,5}. Està compost de 12 cares pentagràmiques que s'intersecten entre si, amb cinc pentagrames que es troben a cada vèrtex. Fou descobert per Kepler.
La seva característica de Euler és 12 -30 +12 = -6. En no ser un políedre convex no es compleix la relació d'Euler habitual: V - A + C = 2.
Es pot considerar com la primera estel·lació del dodecàedre, i és dual del gran dodecàedre.

## Desenvolupament pla

Desenvolupament pla del petit dodecaedre estelat

## Simetries
El grup de simetria del petit dodecaedre estelat té 120 elements, és el grup icosàedric Ih. És el mateix grup de simetria que el de l'icosàedre, el dodecàedre i el icosidodecàedre.

## Altres sòlids relacionats
Es pot considerar com la primera estelació del dodecàedre. El petit dodecaedre estelat és dual del gran dodecàedre.